# 진주 류씨
진주 류씨(晉州柳氏)는 경상남도 진주시를 본관으로 하는 한국의 성씨이다.
고려 때 인물인 류정(柳挺)을 시조로 하는 토류계(土柳系)와 류인비(柳仁庇)를 시조로 하는 이류계(移柳系)의 시조가 다른 두 계통이 있다.

## 시조
- 토진(土晉) : 시조 류정(柳挺)은 고려조 시대에 금자광록대부(金紫光 祿大夫)로 중서령(中書令)을 지내고 좌우위 상장군(左右衛上將軍)에 올라 진강부원군(晋康府院君)에 봉해졌다.
- 이진(移晉) : 시조 류인비(柳仁庇)는 문화 류씨 시조 류차달(柳車達)의 9대손이다.

## 인물
- 류돈식(柳敦植) : 토류계 시조 류정(柳挺)의 손자. 최충헌의 외조카. 거란의 대요수국(大遼收國)이 고려로 침입해 오자 후군병마사(後軍兵馬使)가 되어 1217년(고종 4) 출전하였다.
- 류염(柳琰) : 자는 주인(州人), 호는 묵재(默齋). 고려 밀직부사 류인비(柳仁庇)의 손자이며, 아버지는 평리(評理) 류혜손(柳惠孫)이다. 진주 출신으로 고려 공민왕 때 문과에 급제하고, 우왕 때에 성균관대사성을 역임하였다. 공양왕 즉위 후 이림(李琳)의 손녀 사위라는 이유로 유배되었다가 1391년(공양왕 3)에 사면되었다. 조선 개국 후에는 1402년(태종 2)에 전라도관찰출척사(全羅道觀察黜陟使)를 거쳐 1417년에 판한성부사를 지냈으며, 이조판서·대제학 등을 역임하면서 세종 때 청백리로 녹선되었다. 시호는 문간(文簡)이다.
- 류순정(柳順汀, 1459년 ~ 1512년) : 중종반정의 삼대장 중 한명. 사헌부헌납, 홍문관교리, 평안도절도사, 숭정대부, 우의정, 영의정
- 류인귀(柳仁貴, 1463년 ~ 1531년) : 1495년(연산군 1) 문과에 급제하여 정언(正言)에 올라 폐비윤씨(廢妃尹氏)의 추숭(追崇)을 반대하다가 회덕(懷德)으로 장류(杖流)되었으나 중종반정(中宗反正)으로 풀려나 대사성(大司成)에 올랐다.
- 류희령(柳希齡, 1480년 ~ 1552년) : 류인귀(仁貴)의 아들. 1516년(중종 11) 별시문과에 급제하고, 1543년 호조참의에 이르렀다. 1545년(명종 즉위년) 을사사화에 연루되어 유배지에서 죽었다.
- 류조인(柳祖訒, 1522년 ~ 1599년) : 1592년 임진왜란 때 왕을 평양(平壤)으로 호종(扈從)하여 세자 익위사익위(世子翊衛司翊衛)가 되었다. 이듬해 사재감정(司宰監正)에 제수되고, 서울에 돌아와서는 통정대부에 승직되고 형조참의에 제수되었다. 이어 호성원종공신(扈聖原從功臣)에 임명되고 호조참판에 증직되었다.
- 류근(柳根, 1549년 ~ 1627년) : 1572년(선조 5) 문과에 장원하고, 1587년 이조정랑으로서 문신 정시(文臣庭試)에 다시 장원하였다. 1591년 좌승지로서 건저문제(建儲問題)로 정철(鄭澈)이 화를 당할 때 일파로 몰려 탄핵을 받았으나, 문재(文才)를 아끼는 선조의 두둔으로 화를 면하였다. 이듬해 임진왜란이 일어나자 의주로 임금을 호종했으며, 예조참의·좌승지를 거쳐 예조참판에 특진되었다. 1593년 도승지로 경성안무사(京城安撫使)가 되어 민심을 수습, 이어 한성부판윤에 올라 사은부사로 명나라에 다녀와 경기도관찰사가 되었다. 1597년 운향검찰사(運餉檢察使)로 명나라에서 들어오는 군량미의 수송을 담당하였다. 1601년 예조판서가 되어 동지사로 다시 명나라에 다녀왔고, 1603년에는 충청도관찰사로 있으면서 온조묘(溫祚廟)를 다시 세울 것을 건의하였다. 1604년 호성공신(扈聖功臣) 3등에 녹훈되고 진원부원군(晉原府院君)에 봉해졌다. 대제학에 이어 좌찬성이 되었다. 광해군 때 대북파가 국경을 농단하고 1613년(광해군 5) 폐모론까지 일어나자, 괴산으로 물러나 정청(庭請)에 참여하지 않아 관작이 삭탈되었다가 1619년 복관되었다. 1623년 인조반정으로 다시 기용되었으나 나가지 않았다. 1627년 정묘호란 때 강화에 왕을 호종하던 중 통진에서 죽었다.

## 본관
진주(晋州)는 경상남도 서부에 위치한 지명이다. 본래 백제의 거렬성(居烈城)이다. 663년(문무왕 3) 신라에 편입되어 거타주(居陀州)가 설치되었으며, 685년(신문왕 5)에 청주(菁州)를 설치하였다가, 757년(경덕왕 16)에 강주도독부(康州都督府)로 개칭되었다가 혜공왕 때 청주(菁州)로 개칭되었다. 고려 건국 후 940년(태조 23)에 다시 강주로 환원되었고, 983년(성종 2)에 12목의 하나인 진주목으로 개편하였다. 995년(성종 14)에는 정해군(定海軍)이라 하고 절도사(節度使)를 두어 산남도(山南道)에 속하게 하였다. 1012년에 안무사(按撫使)로 고쳤다가, 1018년(현종 9)에 진주목으로 복구되었다. 1392년(태조 1) 조선 건국 후 현비(顯妃) 강씨(康氏)의 내향(內鄕)이므로 진양대도호부(晉陽大都護府)로 승격하였다가 1402년(태종 2)에 진주목으로 환원되었다. 1896년 경상남도 진주군으로 개편되었다. 1939년 진주읍이 진주시로 승격하면서 나머지 지역이 진양군으로 개칭되었으며, 1995년 진양군이 진주시에 통합되었다.

## 조선 왕실과의 인척 관계
- 해안군(중종의 서자) 부인 군부인 진주 류씨
- 경창군(선조의 서자) 사위 류연
- 상원옹주(정종의 서녀) 사위 류성백
- 정정옹주(선조의 서녀) 부마 류적

## 항렬자
- 토류계

| 24세          | 25세     | 26세          | 27세              | 28세          | 29세                       | 30세                 | 31세                       | 32세                 | 33세                       | 34세                 | 35세              | 36세          | 37세              | 38세          |
| ------------- | -------- | ------------- | ----------------- | ------------- | -------------------------- | -------------------- | -------------------------- | -------------------- | -------------------------- | -------------------- | ----------------- | ------------- | ----------------- | ------------- |
| 원(遠) 도(道) | 口수(秀) | 해(海) 치(治) | 口형(馨) 口복(馥) | 승(承) 영(永) | 口상(相) 口모(模) 口정(楨) | 병(炳) 환(煥) 제(濟) | 口기(基) 口균(均) 口구(球) | 종(鍾) 진(鎭) 공(恭) | 口순(淳) 口호(浩) 口휴(休) | 동(東) 주(柱) 하(河) | 口희(熙) 口섭(燮) | 재(在) 교(敎) | 口현(鉉) 口흠(欽) | 철(澈) 태(泰) |

## 인구
- 1985년 17,667가구 72,829명
- 2000년 18,685가구 60,104명
- 2015년 진주 유씨 68,901명 + 진양 유씨 4,628명 + 진주 류씨 16,964명 + 진양 류씨 2,580명 = 93,073명

## 집성촌
- 경남 합천군 용주면 가호리
- 경기도 안성시 대덕면 진현리
- 경북 상주시 은척면 두곡리
- 경남 산청군 신안면 하정리
- 충북 청주시 현도면 노산리
- 경남 합천군 묘산면 가산리
- 경남 합천군 야로면 하빈리
- 경남 거제시 둔덕면 방하리
- 인천 서구 시천동